# Socotroonops
Socotroonops là một chi nhện trong họ Oonopidae.